# 南警察署 (愛知県)
南警察署（みなみけいさつしょ）は、愛知県警察が管轄する警察署の一つ。大規模警察署であり、署長は警視正。

## 所在地
- 愛知県名古屋市南区寺部通2-20

## 管轄区域
- 名古屋市南区（愛知県港警察署の管轄区域を除く。）

## 沿革
- 1941年（昭和16年）3月1日 - 熱田警察署より独立し、南区笠寺町柵下において笠寺警察署として開設された[1]。当時の管轄区域は、呼続・笠寺・桜・白水の各連区（学区）および愛知郡鳴海町・豊明村の各町村であった[1]。
- 1944年（昭和19年）2月1日 - 名古屋市の行政区再編に併せて、道徳・明治・豊田の各連区を編入の上、南警察署と改称される[1]。
- 1945年（昭和20年）5月17日 - 名古屋大空襲により庁舎を焼失したため、南区立脇町所在の太平製作所に仮庁舎を発足させた[1]。
- 1946年（昭和21年）3月 - 新庁舎として、木造瓦葺平屋建の庁舎（534.27平方メートル）を着工[1]。（のちの1948年6月、1949年7月にそれぞれ増築されたが、1965年4月に鉄筋コンクリート造の3階建て庁舎に改築された[1]）。
- 1948年（昭和23年）3月7日 - 警察制度改正に伴い、管轄区域のうち、鳴海町は独自で自治体警察を発足させ、豊明村については愛知地区警察署の管轄に編入された[1]。また、南警察署についても名古屋市南警察署と改組された[1]。
- 1955年（昭和30年）7月1日 - 愛知県南警察署と改称[1]。

## 組織
- 警務課
  - 警務係
  - 住民サービス係
  - 留置管理係
- 会計課
  - 会計係
- 生活安全課
  - 生活安全(第一係・第二係)
  - 少年係
  - 保安(第一係・第二係)
- 地域課
  - 地域総務係
  - 地域(第一係～第三係)
  - 特別警戒隊
- 刑事課
  - 刑事総務係
  - 強行(第一係・第二係)
  - 盗犯(第一係・第二係)
  - 鑑識係
  - 知能係
  - 暴力薬物係
- 交通課
  - 交通総務係
  - 指導取締係
  - 事故捜査係
- 警備課
  - 警備係
  - 外事係

## 交番
※カッコ内は所在地。
- 桜交番（名古屋市南区鳥栖1丁目15番27号）
- 笠寺交番（名古屋市南区笠寺町字西之門50番地の1）
- 本星崎交番（名古屋市南区本地通4丁目9番地の1）
- 鳴尾交番（名古屋市南区星崎1丁目249番地）
- 白水交番（名古屋市南区柴田本通4丁目11番地）
- 宝交番（名古屋市南区中割町3丁目126番地）
- 道徳交番（名古屋市南区道徳通2丁目20番地の1）
- 内田橋交番（名古屋市南区内田橋1丁目35番30号）
- 明治交番（名古屋市南区内田橋2丁目36番1号）
- 薬師通交番（名古屋市南区岩戸町19番19号）

## 主な未解決事件
- 鳴浜町パチンコ店員刺殺事件